# Sistema de producción Toyota
El Sistema de Producción Toyota (SPT)(トヨタ生産方式 en japonés, Toyota Production System o TPS en inglés) es un sistema integral de producción "Integral Production System" y gestión que está relacionado con el Toyotismo surgido en la empresa japonesa automotriz "Toyota". En origen, el sistema se diseñó para fábricas de automóviles y sus relaciones con proveedores y consumidores, sin embargo este se ha extendido hacia otros ámbitos. Este sistema es un gran precursor para el genérico Lean Manufacturing. 
El desarrollo del sistema "Toyota Production System" o TPS se atribuye fundamentalmente a tres personas: el fundador de Toyota, Sakichi Toyoda, su hijo Kiichiro y el ingeniero Taiichi Ohno, quienes crearon este sistema entre 1946 y 1975. Originalmente llamado "Producción Justo-a-tiempo”. Principalmente los principios principales de "Toyota Production System" o TPS son mencionados en el libro "La Manera de Toyota".

## Orígenes
Este sistema más que cualquier aspecto de la compañía es responsable por haber hecho lo que hoy es Toyota. Toyota ha sido reconocido como líder en la manufactura de automóviles y la industria de la producción. Se hizo conocido como TPS en 1970, pero fue establecido mucho antes por Taiichi Ohno en Japón. Basado en los principios de Jidoka y Just-in-time, el sistema es un factor fundamental en la reducción de inventarios y defectos en las plantas de Toyota y de sus proveedores. El TPS, con su énfasis en la mejora continua y el valor del compromiso de los empleados, es considerado por la industria automotriz como un auténtico benchmark.
La idea de la producción Justo a Tiempo fue originada por Kiichiro Toyoda, fundador de Toyota. La pregunta era cómo implementar la idea. Al leer descripciones de los supermercados americanos, Taiichi Ohno vio al supermercado como modelo para lo que estaba tratando de conseguir en su fábrica. Un cliente en un supermercado toma la cantidad deseada de bienes de los estantes y los compra, la tienda rellena los estantes con el nuevo producto suficiente para llenar el espacio. De la misma manera que un centro de trabajo iría a un estante (el punto de inventario) por una pieza y la “compraría” (sacaría del inventario) la cantidad que necesite y el estante se rellenaría por el centro de trabajo que produjo esa parte, haciendo solo lo suficiente para poder reemplazar el inventario que fue sacado.
Si bien, un bajo nivel de inventario es clave para obtener el Sistema de Producción Toyota, un elemento importante de la filosofía que se encuentra detrás de su sistema es el trabajar inteligentemente y eliminar el gasto de tal manera que solo se necesite el mínimo nivel de inventario. Muchos negocios occidentales al ver las fábricas de Toyota, deciden atacar los niveles altos de inventarios directamente sin entender que hizo posible que hubiera esas reducciones. El imitar este proceso sin entender el concepto básico o la motivación pudo haber sido lo que llevó al fracaso de esos proyectos.

## Just-in-time
Significa producir solo lo necesario, en el momento justo y en la cantidad necesaria. Esto permite que el sistema de producción y de distribución a los concesionarios sea flexible y asegure que cada cliente compre el vehículo de la especificación y color que desea y lo obtenga en el plazo más breve posible. El Just in Time apunta a generar productos de calidad al más bajo costo y de manera más eficiente. Para ello, se programa una secuencia de producción equilibrada y se minimizan los stocks. El Just in Time se basa en tres principios: el sistema PULL, el Flujo continuo y el Takt Time.
El sistema PULL dentro del proceso de producción, significa solicitar las piezas que se necesitan, cuando se necesitan y en la cantidad exacta necesaria. 
El flujo continuo implica la eliminación rápida y definitiva de los problemas que detienen las líneas de producción. Es la eliminación del estancamiento del trabajo durante los procesos, produciendo una sola pieza en un tiempo de producción.
El Takt Time es el tiempo que debería tomar el producir un vehículo o un componente. En síntesis, es la velocidad constante y sincronizada requerida entre las líneas de producción. 
Para ejecutar el Just In Time, el sistema de control visual que se utiliza en las plantas Toyota, es el Kanban, que significa “tarjeta de control”. Es una tarjeta que contiene información sobre el proveedor, la pieza que este provee y el lugar donde se encuentra dentro de la planta. Sirve para abastecer en el momento justo la cantidad necesaria de piezas para las unidades que están en producción. También sirve para comunicarle al proveedor la cantidad de piezas a entregar diariamente. Esta entrega se realiza a través del sistema Milkround, que consiste en la recolección de partes y materiales de los proveedores para optimizar el costo de transporte y mejorar la calidad de las piezas recibidas.
Jidoka es la capacidad que tienen las líneas de producción de detenerse cuando se detectan problemas, tales como el mal funcionamiento de los equipos, retraso en el trabajo o problemas de calidad, tanto por las mismas máquinas – que son capaces de detectar las anormalidades – como por los propios trabajadores, que pueden presionar un botón que detiene inmediatamente la línea de producción. De este modo, se previene que los defectos pasen al siguiente proceso, asegurando así la construcción de la calidad durante todo el proceso de producción.
Cuando un trabajador detecta un problema lo informa a su líder de equipo, tirando de un cordel que inmediatamente acciona un tablero luminoso llamado Andon, un típico método de control visual que les permite a los líderes de equipo controlar si las actividades de producción están procediendo con normalidad o no. Consecuentemente, el líder de equipo observará el problema y definirá las acciones de mejora inmediata a seguir. En palabras de Taiichi Ohno: “Si un supervisor no conoce la existencia de un problema y este no se trata, no se realizan mejoras y no se pueden bajar los costos. Al detener una máquina cuando surge un problema, se puede identificar el mismo. Una vez que se ha clarificado el problema, se realizan mejoras.”
El Sistema de Producción Toyota, como filosofía de trabajo, tiene sus orígenes en la industria textil y en particular en la creación de un telar automático (cerca del año 1900 por Sakichi Toyoda) cuyo objetivo es mejorar la vida de los operarios liberándolos de las tareas repetitivas. 
Basándose en este invento y en innovaciones y patentes subsiguientes, la familia Toyota fundó una empresa textil (Okawa Menpu) en Nagoya que luego se convirtió en Toyota Motor Company. Es en esta época textil cuando nacen los conceptos de Jidoka (traducido por algunos autores como "Automatización") y Poka-yoke (a prueba de fallos), que junto a conceptos posteriores como Just-in-Time (Justo a Tiempo) y Muda (Despilfarros) vienen a mediados de siglo lo que ha llamado Sistema de Producción Toyota.

## Metas
Los principales objetivos de SPT están diseñados para eliminar la inconsistencia (mura), el gasto (muda) y sobrecarga (muri). Los efectos más importantes en el proceso de entrega de valor son alcanzados al diseñar un proceso capaz de producir los resultados requeridos sin contratiempos; al sacar mura (la inconsistencia). También es crucial asegurar que el proceso será tan flexible como sea necesario sin el estrés de muri (sobrecarga), ya que esto nos genera gasto (muda). Finalmente, las mejoras tácticas para la reducción de gastos o la eliminación de muda son extremadamente variables/importantes. En el SPT hay 7 tipos de muda que se mencionan y explican.
- Gasto por la sobreproducción (gran pérdida)
- Pérdida de tiempo en mano (esperando)
- Gasto de transporte
- Gasto por procesarse a sí mismo
- Gasto del inventario que está a mano
- Gasto por movimiento
- Gasto por hacer productos defectuosos

La eliminación de gasto ha llegado a dominar la manera de concebir de muchos cuando piensan en los efectos del SPT, ya que es el más familiar de las 3 para implementar. En el SPT muchas iniciativas se desencadenan por la reducción de la inconsistencia y los excesos, los cuales eliminan el desperdicio sin un enfoque específico en su reducción.

## Principios
Los principios básicos, llamados “El Camino de Toyota”, han sido delimitados por Toyota de la siguiente manera:

### Mejora continua
- Desafío (Formar una visión a largo plazo, alcanzando los desafíos con coraje y creatividad para realizar nuestros sueños)
- Kaizen (Mejorar nuestras operaciones empresariales continuamente, siempre teniendo en cuenta la innovación y la evolución)[3]
- Genchi Genbutsu (Ir a la fuente para encontrar los hechos y tomar las decisiones correctas)
- Mejora continua en logística
- Método Kaizen-Las 5s: En su aplicación logística, esta herramienta nos permite analizar el funcionamiento, encontrar errores y proponer cambios.
- El desperdicio: MUDA, MURA, MURI: Analizando los errores y desperdicio originado en un proceso productivo, se aplicará los cambios originados o respuestas para garantizar una mejor experiencia del cliente.

### Respeto para las personas
- Respeto (Respetar al otro, hacer todo esfuerzo posible para entendernos el uno a otro, asumir la responsabilidad y hacer lo posible para crear un vínculo de mutua confianza)
- Trabajo en equipo  (Estimular el crecimiento tanto personal como profesional, compartir las oportunidades de desarrollo y maximizar el desempeño individual como en equipo)

Observadores externos han resumido el Camino de Toyota en:
- Filosofía a largo plazo.
- Basar la gestión de decisiones en la filosofía a largo plazo, incluso al tratarse de metas financieras a corto plazo.
- El proceso correcto producirá los resultados perfectos.
- Crear un flujo continuo en el proceso para poder llevar los problemas a la superficie.
- Usar el sistema PULL para evitar la sobreproducción.
- Nivelar la carga de trabajo (Heinjuka, trabajar como la tortuga, no como la liebre).
- Construir una cultura que pare para solucionar problemas, para llegar a la calidad correcta desde el principio.
- Las tareas estandarizadas son la base para la mejora continua, la motivación y el desarrollo de los empleados.
- Usar el control visual para que no haya problemas ocultos.
- Usar tecnología que sea muy fiable y que haya sido probada varias veces para que sirva al personal y al proceso.
- Generar un mayor valor a la organización al mejorar a su personal y socios.
- Tener líderes que entiendan completamente el trabajo, vivan la filosofía y la enseñen a los demás.
- Respetar la línea de contactos extendida de sus socios y proveedores al retarlos y ayudarlos a mejorar.
- Solucionar problemas desde la raíz continuamente para ayudar al aprendizaje organizativo.
- Ver e ir por uno mismo para entender completamente la situación. (Genchi Genbutsu , 現地現物)
- Tomar decisiones lentamente y por consenso, considerando todas las opciones.(Nemawashi , 根回し)
- Implementar las decisiones rápidamente.
- Convertir su organización en una que aprenda continuamente a través de su propio reflejo (Hansei 反省) y la mejora continua (Kaizen 改善).

El sistema de producción Toyota ha sido comparado con exprimir agua de una toalla seca. Esto se refiere a la completa eliminación del gasto. Aquí la palabra “gasto” hace referencia a cualquier cosa que no ayude al proceso, cualquier cosa que no añada valor. Muchas personas se conforman con eliminar el gasto que todo mundo identifica como un gasto. Pero hay todavía mucho que las personas no reconocen como gasto y están dispuestas a tolerar.
Hay personas que se han resignado con ciertos problemas, se han vuelto rehenes de la rutina y han abandonado la práctica de la solución de problemas. Este regreso a las bases, exponiendo o revelando el verdadero significado de los problemas y hacer mejoras fundamentales, puede ser visto a lo largo del Sistema de Producción Toyota.

## Compartiendo el Sistema de Producción Toyota
Toyota empezó a compartir el SPT con sus proveedores en 1990. Debido al interés en el programa por parte de otras organizaciones. Toyota empezó a ofrecer instrucciones sobre su metodología. Toyota incluso ha “donado” su sistema a diferentes caridades, ofreciendo a su equipo de ingeniería y técnicas a las organizaciones sin fines de lucro como un esfuerzo para que aumente su efectividad y su habilidad para servir a las personas. Por ejemplo, Toyota ayudó al Banco de Comida de la Ciudad de Nueva York a disminuir significativamente el tiempo de espera en las cocinas, el tiempo de empaquetado en los centros de distribución de comida y la espera en los bancos de comida.

## Gestión en el lugar de trabajo
El libro de Taiichi Ohno “Gestión de lugar de trabajo” del 2007 señala en 38 capítulos como implementar SPT. Los conceptos más importantes son:
- Capítulo 1: Los sabios enmiendan su camino. Ver las Analectas de Confucio para más información.
- Capítulo 4: Confirmar los fracasos con tus propios ojos.
- Capítulo 11: El movimiento del gasto no es trabajo
- Capítulo 15: Just in Time. La frase fue inventada por Kiichiro Toyoda- el primer presidente de Toyota. Hay un conflicto sobre la correcta traducción sobre lo que en verdad significa “Justo a Tiempo”. Taiichi Ohno citado del libro dice “Justo in Time" debería ser interpretado como: es un problema cuando las partes llegan muy pronto.
- Capítulo 23: Cómo producir a un costo más bajo- “Uno de los principales fundamentos del Sistema Toyota es ‘hacer lo que necesitas, en las cantidades que necesitas, en el momento que lo necesitas’, pero a decir verdad hay otra parte y esa es ‘con un costo menor’. Pero esta parte no está escrita”. Las economías mundiales, eventos y cada trabajo individual también tienen un papel en la producción.

## Eliminar los desperdicios
La meta del sistema es eliminar los "desperdicios" (無駄, Muda). El sistema distingue siete tipos de posibles desperdicios:
- Defectos
- Exceso de producción
- Transporte
- Esperas
- Inventarios
- Movimiento
- Procesos innecesarios

El sistema de producción Toyota es un ejemplo clásico de la filosofía Kaizen (o mejora continua) de mejora de la productividad. Muchos de sus métodos han sido copiados por otras empresas, y ahora el sistema se conoce también como Lean Manufacturing (Fabricación Magra o Manufactura Esbelta).

## Vocabulario habitual del sistema de producción Toyota
- Andon (行灯) (Una gran pizarra que se usa para alertar al supervisor de planta de un problema en una estación específica)
- Chaku-Chaku (着々 o 着着) (Carga-carga)
- Genba (現場) (Lugar donde el verdadero trabajo se hace, estar en sitio)
- Genchi Genbutsu (Vaya y vea por sí mismo)
- Hansei (反省) (Autoreflexión)
- Heijunka (平準化) (Producción fluida)
- Jidoka (自働化) (No dejar que el error pase)
- Just In Time (ジャストインタイム) (Justo a tiempo)
- Kaizen (改善) (Mejora continua)
- Kanban (看板, also かんばん) (Tarjeta o ficha)
- Muda (無駄, también ムダ) (Gasto)
- Mura (斑 or ムラ) (Inconsistencia)
- Muri (無理) (Sobrecarga)
- Nemawashi (根回し) (Consensuar)
- Obeya (大部屋) (Junta de gerentes)
- Poka-yoke (ポカヨケ) ((Protección contra errores: evitar (yokeru) errores inadvertidos (poka))
- Seibi (Preparar)
- Seiri (整理) (Escoger, quitar lo que no sea necesario)
- Seiton (整頓) (Organizar)
- Seiso (清掃) (Limpiar e inspeccionar)
- Seiketsu (清潔) (Estandarizar)
- Shitsuke (躾) (Sostener, continuar)